# My Dream (Thomas Ring)
 For alternative betydninger, se My Dream. (Se også artikler, som begynder med My Dream)
"My Dream" er første single fra den danske sanger Thomas Ring, der vandt talentkonkurrencen X Factor 2010 i finalen i Parken den 27. marts 2010. Sangen er skrevet af sæsonens tre dommere, Soulshock, Pernille Rosendahl og Remee og tidligere News-trommeslager Peter Biker. Den blev udgivet umiddelbart efter finalen hvor den kunne købes som digital download. Sangen gik direkte ind som #1 på den danske single-htiliste den efterfølgende uge.

## Hitlisteplacering
| Hitliste (2010)    | Højeste placering |
| ------------------ | ----------------- |
| Dansk Track Top-40 | 1                 |